# José Barata-Moura
José Adriano Rodrigues Barata-Moura (Lisbona, 26 giugno 1948) è un filosofo, politico e cantante portoghese.

## Biografia
Compì gli studi preuniversitari in Francia e poi, presso la Facoltà di Lettere dell'Università di Lisbona, conseguì il diploma (licenciatura) (1970) e il dottorato (1980) in Filosofia. 
Rettore dell'Università di Lisbona, tra il 1998 e il 2006, è stato professore cattedratico della Facoltà di Lettere di questa università dal 1986, dove è stato anche presidente del Consiglio Direttivo dal 1981 al 1982. 
Membro di diverse società scientifiche, dal 1996 al 2000 fu presidente della Internationale Gesellschaft für dialektische Philosophie. 
È membro del Consiglio di Amministrazione del Portal Universia Portugal dal 2002. 
Nel 2008 è stato eletto membro corrispondente della Academia das Ciências de Lisboa (Classe di Lettere).
Barata-Moura è noto anche come cantante di musica de intervenção, musica finalizzata a richiamare l'attenzione dell'ascoltatore su problemi di attualità, siano essi di natura economica, sociale o politica.
Nel 1970 cantò per la prima volta in televisione nel programma Zip-Zip, presentando la canzone Ballade du Bidonville, il cui testo fu vietato dalla censura. Divenne popolare come cantante di canzoni per bambini, essendo l'autore di celebri canzoni come Joana come a papa, Olha a bola Manel e Fungágá da Bicharada.
È stato un militante del Partito Comunista Portoghese, del quale è stato mandatario nazionale della candidatura presidenziale di Francisco Lopes nelle 2011.
Dal 27 ottobre 1993 al 18 luglio 1994 è stato membro del Parlamento Europeo (III legislatura).

## Opere pubblicate
- Kant e o conceito de Filosofia, Lisboa, Sampedro, 1972.
- Da redução das causas em Aristóteles, Lisboa, FUL, 1973.
- Estética da canção política, Lisboa, Horizonte, 1977.
- Totalidade e contradição, Lisboa, Horizonte, 1977.
- Ideologia e Prática, Lisboa, Caminho, 1978.
- EPISTEME. Perspectivas gregas sobre o saber. Heraclito-Platão-Aristóteles, Lisboa, ed. de autor (distrib. Cosmos), 1979.
- Para uma crítica da "Filosofia dos valores", Lisboa, Horizonte, 1982.
- Da representação à "práxis", Lisboa, Caminho, 1986.
- Ontologias da "práxis", e idealismos, Lisboa, Caminho, 1986.
- A "realização da razão" - um programa hegeliano?, Lisboa, Caminho, 1990.
- Marx e a crítica da "Escola Histórica do Direito", Lisboa, Caminho, 1994.
- Prática, Lisboa, Colibri, 1994.
- Materialismo e subjectividade, Lisboa, Avante, 1998.
- Estudos de Filosofia Portuguesa, Lisboa, Caminho, 1999.
- O Outro Kant, Lisboa, Centro de Filosofia da Universidade de Lisboa, 2007.
- Estudos sobre a Ontologia de Hegel. Ser, Verdade, Contradição, Edições «Avante!», Lisboa, 2010.
- Sobre Lénine e a Filosofia. A Reivindicação de uma Ontologia Materialista Dialéctica com Projecto, Edições «Avante!», Lisboa, 2010.

## Discografia
(incompleta)
- Vamos Brincar à Caridadezinha, LP, 1977
- Balada do Bidonville, Single
- Olha a Bola Manel, EP
- Fungagá da Bicharada
- A Charanga do Zé
- A Mudança do Macaco Zacarias
- Joana Come a Papa "Colecção de Maravilhas", edizione da Strauss del 1993 - Colectânea com algumas músicas de discos anteriores.
- Opera infantile completa di José Barata Moura, 4 CD's, 2005